# Salemskyrkan, Karlskoga
Salemskyrkan var en kyrkobyggnad i centrala Karlskoga på Kanongatan vid Karlskoga härads sparbank. Den invigdes den 28 november 1897 av församlingen och ersatte då en byggnad på västra Rävåsen. Församlingen uppförde senare en ny kyrkobyggnad på Badstugatan som stod klar 1972.
Enligt Algot Holmström blev Salemskyrkan blev något av ett centrum för det Svenska missionsförbundet i Karlskoga.